# Songül Öden
Pour les articles homonymes, voir Oden (homonymie).
Songül Öden, née le 17 février 1979 à Diyarbakır, est une actrice turque d'origine zaza.

## Première vie
Songül Öden est née en Turquie dans la ville de Diyarbakır. Son père a déménagé à Ankara où elle a passé son enfance. Elle a terminé ses études à l'Académie turque d'arts théâtrales

## Carrière

### Filmographie
| Titre                | rôle    | Film / Série      |
| -------------------- | ------- | ----------------- |
| Ferhunde Hanımlar    | /       | série 1999        |
| Vasiye               | /       | série 2001        |
| Havada Bulut         | Ayşe    | série 2002        |
| Gümüş                | Gümüş   | série 2005 - 2007 |
| Sınır                | Didem   | film 2007         |
| Vazgeç Gönlüm        | Ezra    | série 2008        |
| Acı Aşk              | Ayşe    | film 2009         |
| Mükemmel Çift        | Ayça    | série 2010        |
| 72. Koğuş            | Meryem  | film 2011         |
| Umutsuz Ev Kadınları | Yasemin | série 2011 - 2014 |
| Serçe Sarayı         | Serçe   | 2015              |